# 奧西皮 (北卡羅萊納州)
奧西皮（英語：Ossipee）是一個位於美國北卡羅萊納州阿拉曼斯縣的城鎮。

## 人口
根據2020年美國人口普查的數據，奧西皮的面積為1.61平方千米，當中陸地面積為1.57平方千米，而水域面積為0.04平方千米。當地共有人口536人，而人口密度為每平方千米333人。